# Pierre-Châtel
Pierre-Châtel település Franciaországban, Isère megyében. Lakosainak száma 1485 fő (2022. január 1.). Pierre-Châtel Saint-Théoffrey, Susville, Villard-Saint-Christophe, La Motte-d’Aveillans, La Mure és Saint-Honoré községekkel határos.

## Népesség
A település népességének változása:
| Lakosok száma | 1527 | 1218 | 1226 | 1230 | 1482 | 1504 | 1496 | 1493 | 1506 | 1485 |
|               | 1968 | 1982 | 1990 | 2006 | 2013 | 2015 | 2017 | 2019 | 2020 | 2022 |